# Edna G.
Die Edna G. war ein 1956 gebautes Fischerboot des Typs „eastern rig dragger“. Das Wrack des 1988 gesunkenen Schiffs liegt bei geheim gehaltenen Koordinaten im Marineschutzgebiet der Stellwagen Bank im Atlantischen Ozean. Es wurde 2002 entdeckt und 2011 in das National Register of Historic Places eingetragen.

## Geschichte
Das vollständig aus Holz bestehende, mit einem Motor angetriebene Boot wurde 1956 in North Carolina gebaut. Es war 54 ft (16,5 m) lang, 16 ft (4,9 m) breit und hatte einen Tiefgang von 6 ft (1,8 m). Die Edna G. wurde zunächst von der Pamlico Packing Company eingesetzt, bis sie ihren Heimathafen 1972 nach Portland, Maine verlegte. Ab 1977 war sie in Gloucester, Massachusetts, stationiert.
Am 30. Juni 1988 lief das Schiff während einer Fangfahrt innerhalb von 30 Minuten voll Wasser und sank, wobei die beiden Besatzungsmitglieder gerettet werden konnten. Die Ursache ist bis heute ungeklärt. Das Wrack liegt in über 300 ft (91,4 m) Tiefe.